# 양털관박쥐
양털관박쥐(Rhinolophus luctus)는 관박쥐과에 속하는 박쥐의 일종이다. 방글라데시와 브루나이, 캄보디아, 중국, 인도, 인도네시아, 라오스, 말레이시아, 미얀마, 네팔, 스리랑카, 태국, 베트남에서 발견된다.